# 拉莫特卡塞勒
拉莫特卡塞勒（法語：Lamothe-Cassel，法語發音：[lamɔt kasɛl]）是法国洛特省的一个市镇，属于古尔东区。

## 地理
拉莫特卡塞勒（44°36'40"N, 1°30'21"E）面积11.35 平方千米，位于法国奧克西塔尼大區洛特省，该省份为法国西南部内陆省份，北起顺时针与科雷兹省、康塔爾省、阿韦龙省、塔恩-加龙省、洛特-加龍省和多尔多涅省接壤。
与拉莫特卡塞勒接壤的市镇（或旧市镇、城区）包括：弗赖西内、克尔德科斯、蒙塔梅勒、于塞勒、莱佩什迪韦尔斯。

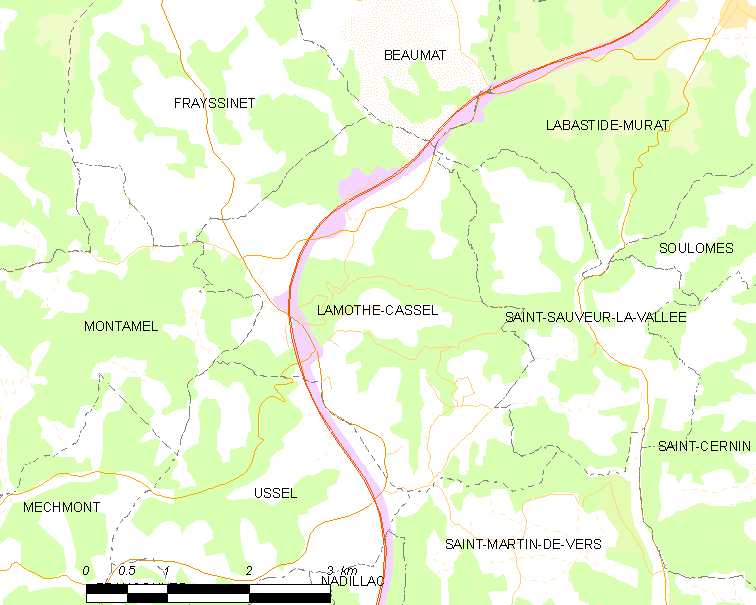
拉莫特卡塞勒的OSM定位图

拉莫特卡塞勒的时区为UTC+01:00、UTC+02:00（夏令时）。

## 行政
拉莫特卡塞勒的邮政编码为46240，INSEE市镇编码为46151。

## 政治
拉莫特卡塞勒所属的省级选区为科斯和布里亚讷县。

## 人口

1962-2008年间拉莫特卡塞勒人口变化图示

拉莫特卡塞勒于2022年1月1日时的人口数量为113人。